# 八潮パーキングエリア
座標: 北緯35度48分35秒 東経139度50分34秒 / 北緯35.80972度 東経139.84278度

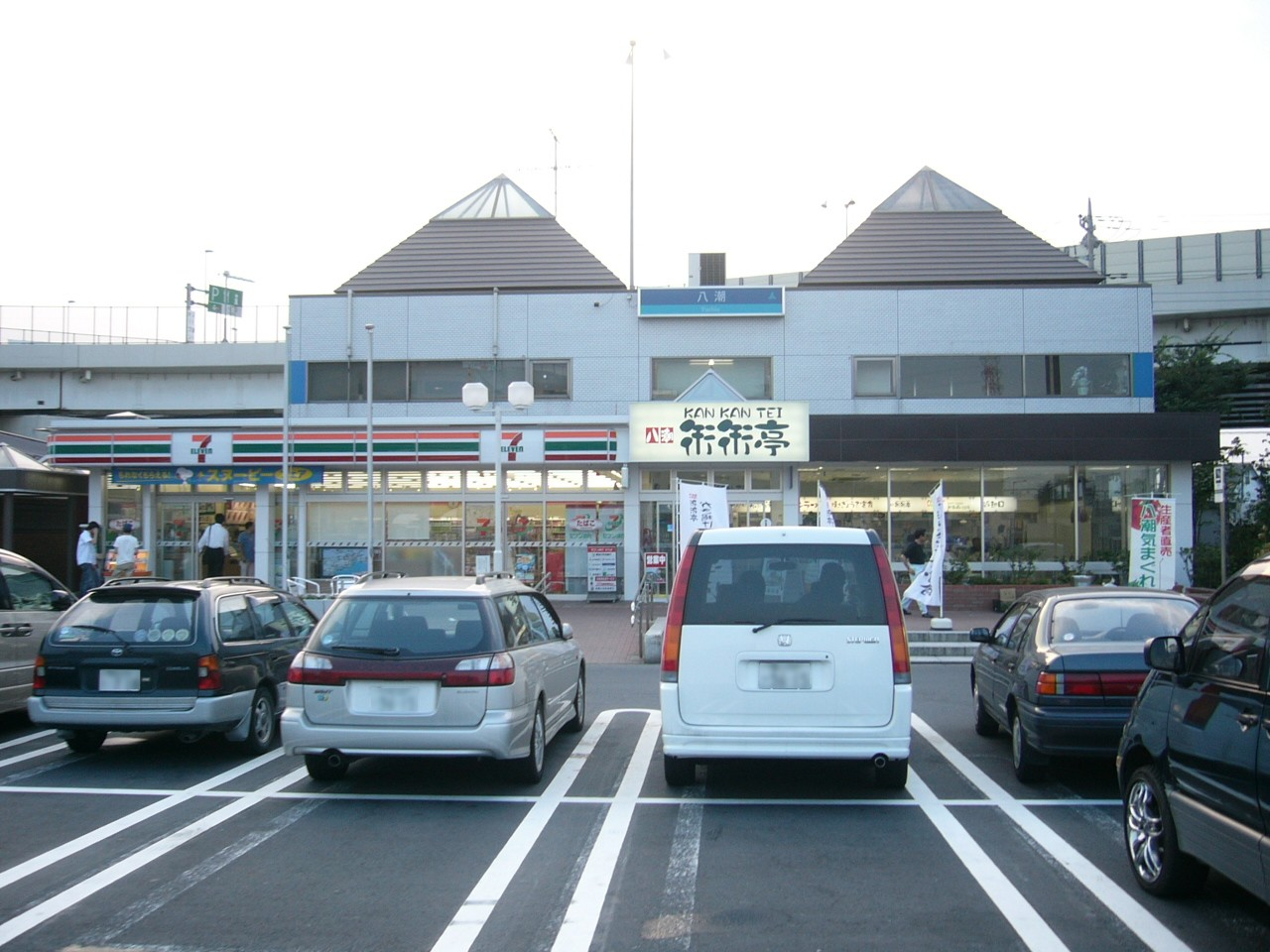
八潮パーキングエリア（2006年8月撮影）

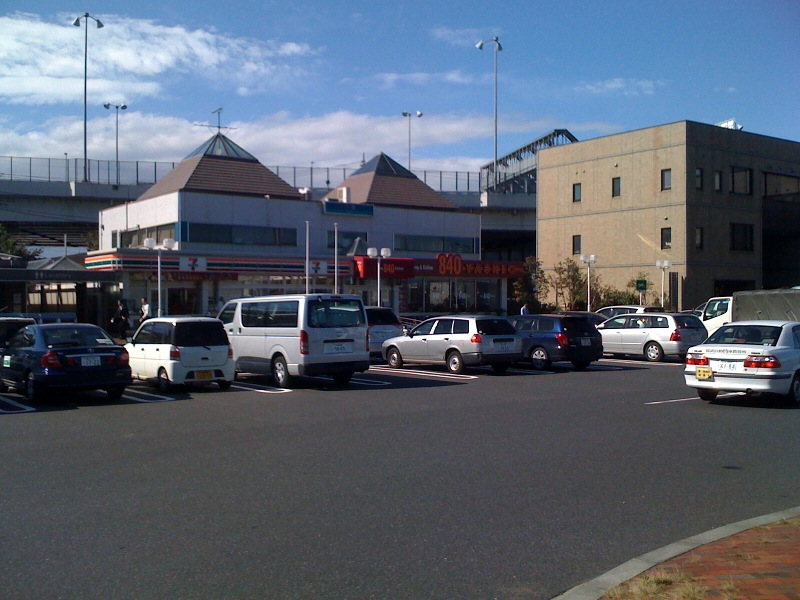
Shop&Kitchen840（2009年10月撮影）

八潮パーキングエリア（やしおパーキングエリア）は、埼玉県八潮市大瀬にある、首都高速道路6号三郷線上にあるパーキングエリア。
上り線（東京都心方面）にのみ設置されており、八潮本線料金所の先左手から進入する。

## 道路
- 首都高速6号三郷線

## 施設

### 上り線（箱崎・両国・堀切・小菅・銀座・羽田方面）
（所在地：埼玉県八潮市大字大瀬849番地1）
2020年6月5日に飲食・物販店舗がリニューアルオープンした。
- 駐車場
  - 小型 64台
  - 大型 28台
  - 身障者用 2台
- トイレ
  - 男 大7 (和式1・洋式6)、小14
  - 女 15 (和式1・洋式14)
  - 身障者用 2
- スナックコーナー（7:00 - 20:00）
- セブン-イレブン八潮PA店（高速道路におけるセブン-イレブン初出店）（24時間）
  - セブン銀行ATM
- 自動販売機
- 電気自動車用急速充電器

## バス停
パーキングエリア内にあるバス停は、降車のみの取扱いとなる。
- ひたち号（JRバス関東・茨城交通）
- みと号（JRバス関東・関東鉄道・茨城交通）
- 勝田・東海号（茨城交通）
- 新宿・東京 - 常陸太田線（茨城交通）
- 新宿・東京 - 常陸大宮・大子線（茨城交通）
- 関東やきものライナー（秋葉原 - 笠間・益子）（茨城交通）
- つくば号（JRバス関東・関東鉄道）[2]
- 日立駅・東海駅・勝田駅・水戸駅・水戸大洗IC・石岡BS - 羽田空港（茨城交通）
- 桜川・筑西ライナー（茨城交通）

首都圏新都市鉄道（つくばエクスプレス）八潮駅までは徒歩6分であり、上記各線の車内（つくば号除く）では八潮駅から秋葉原駅方面への乗継乗車券を100円で販売している。

## 一般道側からの利用
本パーキングエリアでは、当初市道側（フレスポ八潮向かい）から歩行者の出入りが可能となっていたが、2013年5月29日よりこの出入口からパーキングエリアへの「入場」はできなくなり、パーキングエリアから「出場のみ」できるシステムに一旦変更された。
その後、2019年3月12日に埼玉県道116号側に新たに出入口を設けたことにより、一般道側からの入場が再度可能となった。（入出場可能時間：6時 - 21時）

## 隣
首都高速6号三郷線
(655,656)八潮南出入口 - 八潮PA - 八潮TB - (657)八潮出入口